# Тура (мифология)
Ту́ра (чув. Турӑ, Тур, верх. чув. Торӑ, Тор) — верховный (по мнению ряда исследователей, единственный) бог в чувашской мифологии. Как и у большинства чувашских божеств, у него есть отец и мать — Тур-ашше (Тур ашшĕ) и Тур-амыже (Тур амăшĕ). Они не участвуют в управлении миром и в делах Туры (по всей вероятности, возникли по аналогии в результате позднего влияния христианства).

## Этимология
Имя «Турă» непосредственно связано с верховным божеством неба тюркских и монгольских народов — Тенгри. Также это имя соотносят с древнешумерским слово «дингир» («бог», «небо») и древнекитайским «тянь» («небо»). Туры (духи) бывают у многих природных явлений (огня, воды, леса и т. п.). Часто верховного Бога чуваши называют разными эпитетами: «Тĕнчери Турă» иногда «Тĕнери Турă» в переводе «Бог мира». Так же к главному верховному богу часто обращаются как: Аçа; Кукаçи — составленное из двух слов, тюркское «Кук» (синий) и чувашское «Аçи» (отец); Аслаçи — происходит от чувашского Аслă (старший) и Аçи (отец); Мăнаçи — от чувашского Мăн (великий) и Аçи (отец); а так же «Пĕр Тĕнчери Турă», «Çÿлти Турă», «Мăн Турă», «Кăвак Турă», «Аслă Турă» — это все обращение к одному главному верховному богу. Его женой (супругой) является «Ама», она же в эпитетах «Кук Амай», «Аслă Ама», «Мăн Ами» — непосредственно связано с именем божества тюркских и монгольских народов — Умай. С приходом христианства остался один эпитет Турă.

## Тура в свете вопроса о монотеизме
Вопрос о том, являлась ли чувашская традиционная религия политеистической или же она носила монотеистический характер, остается в целом дискуссионным, но второе более вероятно. В первом случае Тура оказывается верховным богом среди других богов чувашей, во втором — единственным богом. Как считал Д. Месарош, «вся система верований и жертвоприношений чувашей-язычников свидетельствует о признании лишь единого Бога».

Они верят в добрых и злых духов (остатки древнего шаманизма), однако их никогда не называют словом Турă, а каждого отдельно именуют своим именем, и ни один не стоит у них в таком почете, как тот единственный Бог. Они сами Бога называют пĕр Турă «единственный Бог».— Д. Месарош. Памятники старой чувашской веры.
На монотеистическом характере чувашской религии, вероятно, сказалось сильное влияние ислама.

## Сущность
Тĕнчери Тура живёт на самом верхнем небе. На небесах его окружают добрые духи пирешти. Он творец мира. Если настанет конец света, Тура создаст новый мир и новые народы. Тура оберегает людской род, спасает голодающих, защищает слабых, помогает работающим, видит всё, что происходит на земле. Тура борется со злом на земле, уничтожая его с помощью молний.
Тура — источник всех земных благ. Он единственный знает судьбу человека и всего мира, единственный распределяет среди людей неизбежные судьбы. На лобной кости каждого человека Тура пишет его судьбу в виде затейливых рубцов (Турă çырни). Их невозможно увидеть человеческим глазом, так как они покрыты кожей лба, и только сам Тура способен их прочитать. Кроме того, Тура помечает тело каждого человека «божьим знаком» (Тур палли) в виде родинки. Если родинка выше пояса — человек проживет счастливую жизнь, ниже пояса — несчастную.

У гнедых лошадей гривы кудрявые,

Кто же их черными лентами заплел?

Предстоит нам жить в добре или нет,

Кто об этом у Всевышнего Бога расспросил?
Оригинальный текст (чув.)Хура лашасенĕн çилхи кăтра,

Кам çитленĕ хура пурçăнпа?

Эпир ырă курнипе курмассине

Кам ыйтнă-ши Çỹлти Турăран.— Из народной поэзии
У Туры зимуют перелетные птицы. Больше всех он любит ласточку, которая бесстрашно гнездится под самым его столом, тогда как другие птицы держатся от него подальше.

## Культ
Весной, перед обработкой земли, чуваши совершали жертвоприношение Туре с молением о богатом урожае. Также просили благословения у Туры перед тем, как выпустить скот на пастбище, и во время созревания хлебов. Осенью приносили благодарственные жертвы за обильный урожай и хороший приплод скота. В этих молитвах упоминается только Тура, что отражает монотеистическое миропонимание чувашей (были приняты также мелкие искупительные жертвы таким духам, как херт-сюрт и кереметь, но это были явления разного порядка).
Туре приносились в жертву животные белой масти, так как белый — его любимый цвет.

Родственники любят гуся,

Сношеницы любят сноху,

По нашему чувашскому обычаю,

Бог любит белые (дары).
Оригинальный текст (чув.)Хурăнташ хура юратать,

Килĕнтеш кине юратать,

Пирĕн чăваш йăлипе

Турă шурра юратать.— Из народной поэзии
Во время жертвоприношения люди надевали праздничную белую рубаху. Согласно поверью, верхняя одежда чувашей раньше тоже была белой, но затем они стали отходить от бога предков, а вместо белой одежды стали на русский лад носить чёрную и других цветов. За это Тура рассердился на них и послал голод, болезни, плохой урожай и прочие несчастья.

## Противостояние с шуйтаном
Тура вечно ведет войну с самым могущественным из злых духов — шуйтаном. В этой борьбе отражается извечное противоборство добра и зла, света и тьмы. Шуйтан постоянно издевается над Турой и дразнит, поднимая свой зад в сторону неба. Тура пытается убить его молнией, но безуспешно.

## Эпитеты
У Туры имелось множество эпитетов, среди которых были следующие:
- Всевышний Бог (Çỹлти Турă)
- Великий Бог (Мăн Турă)
- Бог, создающий души (Чун çуратакан Турă)
- Бог свадеб, то есть хранитель супружеских уз (Туй Турри)
- Бог, создающий детей (Ывăл-хĕр çуратакан Турă)
- Бог, создающий хлеба (Тырă-пулă çуратакан Турă)
- Бог, создающий цветы, то есть распоряжающийся цветением хлебов (Чечек çуратакан Турă)
- Бог, создающий скот (Выльăх-чĕрлĕх çуратакан Турă)
- Бог коров (Ĕне Турри)
- Бог, создающий жилье (Çурт çуратакан Турă)
- Бог, стерегущий жилье, то есть хранитель домашнего очага (Çурт кĕтен Турă)
- Бог, создающий имущество (Мул çуратакан Турă)
- Бог, создающий пчел, то есть обеспечивающий пчелиный приплод (Хурт çуратакан Турă)
- Бог ласточек (Чĕкеç Турри)
- Бог дятлов (Тăхран Турри)
- Бог крапивников, зябликов, чижей (Вĕлтрен кайăк Турри)
- Бог соловьев (Шăпчăк Турри)

По другой версии, эти обращения являются именами самостоятельных богов. Большая их часть к началу XX века уже вышла из употребления.

## Отражение в христианстве
Крещёные чуваши называют Турой христианского бога. Зачастую этот образ совмещает как языческие, так и христианские черты.